# Тегермоос
Тегермоос (нім. Tägermoos) — територія площею 1,54 км² в Тургау, Швейцарія, затиснута між околицями німецького міста Констанц і центральним селом швейцарської громади Тегервілен. Вона розміщена на південному березі річки Зеерайн. На сході межує з районом Парадіз міста Констанц. На південному сході межує з районом Еммісгофен громади Кройцлінген.
Визначний статус Тегермооса був закріплений у 1831 році договором, який є чинним і сьогодні. Згідно з цим договором, територія є частиною Швейцарії на державному рівні та частиною швейцарської громади Тегервілен. Однак, певні адміністративні функції виконує німецьке місто Констанц, відповідно до муніципального права Тургау. Інші повноваження здійснюються владою громади Тегервілен. Зокрема, землеустрій належить до компетенції міста Констанц, що робить Тегермоос гемаркунгом міста Констанц.
Місто Констанц юридично володіє близько двома третинами землі; решта перебуває у власності швейцарської влади та приватних осіб. Колись це була болотиста місцевість, але відтоді вона була осушена і нині використовується в основному для сільського господарства, передусім для вирощування овочів і присадибних ділянок. На східній околиці є два прикордонні переходи, більший перехід «Тегермоос» і менший «Готтлібер Цоль».

## Історія

### Середньовіччя та ранньомодерний період
У період раннього середньовіччя Тегермооси належали до володінь у Тургау Констанцької єпархії, так званих Бішофшері. Єпископ Герман I Арбонський (правління 1138—1165 рр.) подарував ці землі шотландському абатству Святого Якова в Парадізі, яке було засноване в 1142 році. У 1293 році міська рада Констанца викупила у абатства Тегермоос для використання громадською територією. Він використовувався для великої рогатої худоби практично без змін з 13 століття до його приватизації у 1800 році.
За межами міських стін Констанца у 1384 році була побудована шибениця. Вона використовувалася судом у Констанці, поки не була знесена у 1833 році. У 1466 році був побудований цегельний завод, який пізніше став відомий як Цигельгоф («цегельний двір»).
У 1417 році Імперське вільне місто Констанц отримало в заставу юрисдикцію над графством Тургау. У 1460 році Констанц втратив низову юстицію над більшою частиною Тургау, коли Стара Швейцарська Конфедерація завоювала цю територію; Констанц зберіг низову юстицію лише над приходами Егген, Райтігеріхт та Альтнау. Під час Швабської війни 1499 року вища юстиція в Тургау була втрачена на користь суду у Фрауенфельді. У 14 столітті місту Констанц вдалося приєднати до себе сусіднє село Парадіз (на той час відоме як Еггенгузен). Однак спроби приєднати Тегермоос не увінчалися успіхом.
Під час Тридцятилітньої війни в Парадізі було збудовано фортецю з ровом, як другу лінію оборони від нападів з південного боку Рейну. Сам Тегермоос знаходився за межами цього кільця, яке мало захищати від ворожих нападів поселення Парадіз і Брюль, міський фестиваль, від ворожих нападів. Від «Зовнішніх воріт Парадіз» через Тегермоос до Ерматінгена вела Heerstraße («армійська дорога»).

### Гельветизація та приватизація близько 1800 року
Оглядовий план Констанца від 1807 року. У верхній третині зображено Тегермоос, який зафарбовано коричневим кольором. Добре видно дрібномасштабний поділ на ділянки 1800 року, а також розташування Тегермооса за межами валів (синій колір). Цегельний завод досі залишається єдиною будівлею.
З розпадом Старої швейцарської конфедерації та заснуванням Гельветійської республіки у 1798 році було створено швейцарську національну державу, кордони якої відповідали колишнім територіям вищої юстиції. Існуючі права нижчої юстиції були перерозподілені, і лише право вищої юстиції визначало кордони нової держави. Право вищої юстиції в Тегермоосі належало Конфедерації з 1499 року, тому Тегермоос і прилеглі частини Тургау були передані новій Гельветичній республіці, при цьому за містом зберігалися звичні права власності та права користування.
Під час війни Другої коаліції Констанц був окупований французькими військами і значною мірою виведений з-під суверенітету Австрійської імперії. У 1800 році магістрат Констанца розпорядився обстежити і розділити на ділянки землі громади Тегермооса. За допомогою лотереї бажаючі отримали право оренди на ці ділянки. Те, що раніше було громадським пасовищем, доступним для всіх, тепер було поділено на ділянки по 18 соток і здано в оренду. Більшість нових ділянок оброблялися як орні землі і так використовуються донині. Це призвело до утворення невеликої за розмірами поверхні зі складними і часто змінюваними договірними відносинами.

### Договір 1831 року
Місто Констанц зберегло особливі права в Тегермоосі, які виходили за рамки того, що мали попередні власники новоствореної території. Особливий статус був визначений у двосторонньому договорі, підписаному в 1831 році між Великим герцогством Баден і кантоном Тургау, який досі є чинним і може бути розірваний лише за взаємною згодою.
Передумовою укладення цього договору стала низка суперечок щодо кордону. У Тургау вважали, що Тегермоос належить кантону, і тому Тургау стягував податки з землевласників. Баден не погоджувався з цим і вимагав звільнення від швейцарського оподаткування в Тегермоосі; у 1821 році Баден навіть почав підвищувати плату за проїзд по дорозі до Тегервілена. Подібні суперечки існували і в інших районах на Верхньому Рейні, наприклад, в Діссенгофені та Бюсінгені-на-Гохрейні. У цих випадках до 1803 року вони належали швейцарським монастирям, а зараз перебувають у власності Бадену.
У 1829 році сторони досягли компромісу. Деталі були викладені в договорі, підписаному 28 березня 1831 року. Констанція зберегла свої права в Тегермоосі, а натомість Діссенгофен отримав аналогічні права на німецькій стороні в Гайлінген-ам-Хохрейн. Старий рів між Парадізом і Тегермоосом був оголошений кордоном між Баденом і Тургау. У 1878 і 1938 роках за взаємною згодою були внесені незначні зміни до швейцарсько-німецького кордону в районі Констанца, але вони не стосувалися Тегермооса.

## Нерухомість
Садиба Цигельгоф в Тегермоосі
Тегермоос є частиною невеликого сільськогосподарського регіону, який простягається повз села Тегервілен і Готтлібен і продовжується до Ерматінген. Цей регіон обмежений на півдні гірським хребтом. Акцент у сільськогосподарському використанні робиться на овочівництві, але є також яблуні та присадибна ділянка. Берег річки Серхайн закріплений лише частково. Існує офіційний пляж, а також неофіційний у Кухорні, за 200 метрів (ярдів) вище за течією річки. Інші частини набережної закріплені очеретяними заростями та листяними деревами. Вся територія знаходиться лише на один-два метри (від 3 до 6 метрів) вище рівня води в Зеерайн і час від часу затоплюється, востаннє це відбувалося в червні та липні 1999 року.
У Тегермоосі є шість житлових будинків, в яких проживає близько 20 мешканців:
1. Цигельгоф
2. Цольгоф
3. Тромпетершльоссле
4. Вайхерштрассе
5. Унтер-Хохштрасс
6. Рібі-Бруннегг
Цигельгоф («цегельний двір») є найстарішою будівлею на Тегермоосі і протягом чотирьох століть була єдиною. Раніше це був міський цегельний двір міста Констанца, який був перенесений сюди в 1446 році. Цеглу тут виробляли і на початку 19 століття. Цигельгоф стояв на захід від міської шибениці, яка служила ешафотом і в 19 столітті. Біля входу в Цигельгоф знаходиться невелика пекарня з відкритим каміном 18 століття. Колись тут випікали хліб для мешканців Тегермооса. Молочне тваринництво в Тегермоосі припинилося в 1971 році, і з тих пір ця місцевість зосередилася на вирощуванні овочів.
Другим найстарішим об'єктом нерухомості в Тегермоосі є будинок Цольгоф, який був побудований як швейцарська митниця у другій половині 19-го століття.
Тромпетершльоссле був побудований в 1903 і 1904 роках німцем Антоном Райзером всього в декількох метрах (ярдах) від кордону, без дозволу на будівництво, ні з боку Тегервілена, ні з боку Констанца. Спочатку це був магазин спецій. До нього був прибудований зал, де відбувалися танці. Зараз він використовується як готель.
Вайхерштрассе («Ставкова дорога») була побудована наприкінці 1940 року в так званому Нопельсгуті на південний схід від Тегермооса. Вона проходить на заході вздовж цегляного ставка і продовжується на південь, перетинаючи кордон з Кройцлінген. Пізніше на півдні були побудовані дороги Хохштрасс і Рібі-Бруннегг, які також з'єднуються з дорогами в Кройцлінгені. Є також окремі теплиці та інші господарські будівлі.
На південному сході Tägermoos простягається до 2,4 гектара Ziegelweiher («Цегляний ставок») на полі під назвою Sauösch. Близько півгектара ставка знаходиться на території Тагермооса.
З 2000 року на місці з'єднання швейцарського автобану А7 з німецьким В33 функціонує спільний митний пункт, створений німецькою та швейцарською митницями. Цей об'єкт був створений з метою розвантаження пункту перетину кордону в місті. Для будівництва цього нового об'єкту місто Констанц продало Федеральній митній адміністрації Швейцарії частину своїх земельних володінь у Тегермусі.
На місці колишніх міських воріт Параді існує набагато менший митний об'єкт під назвою Готлібер Цолл. Поруч знаходиться трансформаторна підстанція комунального підприємства міста Констанц.
В рамках своєї політики землекористування місто Констанц планує викупити у приватних власників більше земельних ділянок в Тегермусі.

## Правовий статус
Гемаркунген міста Констанца
Дивний статус території можна пояснити з Державного договору від 28 березня 1831 року. На державному рівні Тегермоос належить Швейцарії, кантону Тургау та муніципалітету Тегервілен. Федеральне статистичне управління Швейцарії не присвоїло території окремого кодового номеру, але включає її під ідентифікаційним номером громади 4649 (Tägerwilen). Державне статистичне управління Баден-Вюртемберга погоджується з тим, що Тейгермоос знаходиться у Швейцарії, і тому не звітує про нього.
На муніципальному рівні завдання розподілені між містом Констанц та муніципалітетом Тегервілен.
Місто Констанц відповідає за наступні сфери:
- Геодезія та земельний кадастр забезпечуються Управлінням міського планування та геодезії. Тегермоос утворює окремий гемаркунг в межах міста (§ 3 Статуту Тегермооса). Система координат, що використовується в Тегермоосі, — це система координат Гаусса-Крюгера, що використовується в Німеччині, а не швейцарська система координат. Висота над середнім рівнем моря в Тегермоосі вимірюється відносно Амстердамської точки відліку, як і в Німеччині, а не Марсельської точки відліку, яка використовується на решті території Швейцарії. Різниця між цими двома точками відліку становить близько 25 см (10 дюймів).
- Німецький дорожній знак вгорі і швейцарський знак внизу; на задньому плані інші швейцарські знаки
- Будівництво та утримання доріг. Дорожні знаки змішані: в Тегермусі зустрічаються як німецькі, так і швейцарські дорожні знаки
- Забезпечення дотримання певних правил і норм (§ 4).
- Місто Констанц постачає газ і питну воду на цю територію.

До обов'язків Тегервілена входить прийняття рішень про надання дозволів на будівництво та різні адміністративні завдання. Деякі юристи вважають, однак, що через зростання муніципальних функцій з моменту укладення договору виникла правова прогалина.
Також для оподаткування землі в державному договорі є деякі відступи: власники нерухомості, які проживають в Констанці, не платять податок на нерухомість або прибутковий податок до муніципалітету Тегервілен, а тільки податок на нерухомість до кантону Тургау. Власники нерухомості, які проживають у Тургау, сплачують прибутковий податок, але звільняються від сплати податку на нерухомість у Швейцарії.
Історик права Ганс-Вольфганг Штрац вважає, що договір робить місто Констанц де-юре муніципалітетом Тургау, з усіма правами та обов'язками, що випливають з цього, навіть якщо місто саме не виконує деякі з обов'язків.
У лютому 2006 року муніципалітети Констанца, Кройцлінген і Тейгервілен оголосили про те, що вони будуть домагатися перегляду 175-річного договору. Оскільки правонаступники підписантів договору — земля Баден-Вюртемберг і кантон Тургау — більше не мають повноважень укладати договори такого роду, переговори про зміну правового статусу повинні відбуватися на рівні федеральних урядів. Будь-яка зміна договору також вимагатиме проведення референдуму в зачеплених швейцарських громадах.

## Тегермоос як прикордонний перехід
З 1803 року існує прикордонний перехід між Німеччиною та Швейцарією в Тегермоосі, відомий як Готтлібер-Цоль або Тегервілен-Цоль. Фермери з Констанца можуть перетинати його безмитно. «Відкритий кордон» в Тагермоосі часто використовувався для контрабанди. У минулі часи фермери нелегально переганяли тут через кордон свою худобу, щоб продати її в Швейцарії без сплати мита або обійти експортні обмеження. Також часто спостерігалася контрабанда товарів у зворотному напрямку. Зокрема, під час економічної кризи 1920-х років селяни Параді контрабандою перевозили предмети розкоші та будівельні матеріали і вели більш заможний спосіб життя, ніж могли собі дозволити їхні доходи від сільського господарства.
Тим не менш, кордон іноді повністю закривався, востаннє це було під час Другої світової війни з 1940 по 1946 рік. Із закриттям кордону обидві держави — Швейцарія та нацистська Німеччина — гарантували, що біженці не зможуть потрапити до Швейцарії. Німеччина також побоювалася витоку військової інформації через кордон[9]. Під час Другої світової війни Швейцарія розмістила війська в німецько-швейцарських прикордонних містах, включаючи Тегермоос, з метою захисту кордону від загрози нападу на нейтральну територію Швейцарії.
Для закриття кордону Німеччина і Швейцарія побудували прикордонний паркан з сітки і колючого дроту заввишки 2,60 м і завдовжки 2700 м, відомий у народі як «єврейський паркан». Перша частина паркану між залізничною станцією та митним постом Кройцлінгер була побудована у 1939 році за кошти швейцарської влади. Німецька влада в Штутгарті завершила закриття Тегермуса в листопаді 1940 року. Найвідомішим прикордонним інцидентом є, мабуть, арешт бійця Опору Георга Ельзера на митному посту Кройцлінген.
У жовтні 2006 року міська рада Констанца вирішила скоротити залишки прикордонного паркану в Тегермоосі з 2,60 метрів (8'6") до «висоти паркану» 1,40 метрів (4'8"). Зараз паркан розташований переважно на приватних землях. Планується, що 20-метрова (ярд) ділянка огорожі стане меморіалом.

## Геологія
Назва «Тегермоос» походить від давньоверхньонімецького Tëgar — «великий» і Moos — «болото». Це означає «велике болото», загальна назва водно-болотних угідь або боліт на півдні Німеччини. Насправді, з геологічної точки зору, це не торф'яне болото, а «анмур» — мінеральний ґрунт з дуже високою часткою нерозкладеної органічної речовини.
Сусідні пагорби Тургау — це льодовикові морени, які складаються з тилу. Вище за течією морени знаходиться 500-метрова (550 ярдів) смуга глини, яка була вимита з льодовикового матеріалу. Біля цієї глини ми знаходимо кількаметровий шар відкладень з періодів, коли рівень води в Боденському озері був вищим. Вода може затримуватися в цих відкладеннях переплетеними шарами глини, утворюючи таким чином стагнозоль — тип ґрунту, який зазвичай є вологим через перезволоження, але також може повністю пересихати. Близько до озера Зеерайн поверх усього цього лежить більш пізній шар річкових відкладень.
Територія Тегермуса має дуже незначний нахил і знаходиться приблизно на один-два метри (3-6 футів) вище рівня води в Зеерайн. Вологий ґрунт вимагає комплексного дренажу для забезпечення інтенсивного сільськогосподарського використання. Проте він є дуже родючим завдяки високому вмісту гумусу.